# Rei Sakamoto
Rei Sakamoto (japanisch 坂本 怜 Sakamoto Rei; * 24. Juni 2006 in Nagoya) ist ein japanischer Tennisspieler. Er gewann 2024 die Juniorenausgabe der Australian Open im Einzel und die US Open im Doppel. Er stand an der Spitze der Junior-Weltrangliste.

## Karriere
Rei Sakamoto war zwischen 2021 und 2024 auf der ITF Junior Tour aktiv. Bereits 2022 konnte er sieben Turniere mittlerer Kategorie gewinnen, darunter drei im Einzel, was ihn in der Junioren-Rangliste bis auf Platz 30 brachte. Bei den US Open gab er 2022 sein Debüt im Hauptfeld eines Grand-Slam-Turniers. 2023 kam Sakamoto bei Grand-Slam-Turnieren im Einzel und Doppel nicht über das Achtelfinale hinaus, konnte jedoch im Doppel die Turniere in Blumenau und Santa Croce sull’Arno gewinnen, was ihn auf Platz 17 der Rangliste brachte.
2024 startete Sakamoto stark in die Saison. Er gewann das J1 Traralgon, wodurch er bei den Australian Open an Position 4 gesetzt war. Nach einem Sieg über die Nummer 2 der Setzliste, Nicolai Budkov Kjær, im Halbfinale setzte er sich im Endspiel in drei Sätzen gegen den Tschechen Jan Kumstát durch und wurde damit der erste japanische Junior, der die Australian Open gewann. Im weiteren Verlauf des Jahres fokussierte sich Sakamoto auf die Grand-Slam-Turniere. Bei den US Open erreichte er das Halbfinale, unterlag dort jedoch dem späteren Turniersieger Rafael Jódar.
Im Doppel zog Sakamoto 2024 bei zwei Grand-Slam-Turnieren ins Finale ein: Während er bei den French Open mit Federico Cinà noch unterlag, gewann er bei den US Open an der Seite von Maxim Mrva den Titel. Nach den French Open übernahm Sakamoto die Spitzenposition in der Junioren-Rangliste.
Im Profibereich trat Sakamoto erstmals 2022 an. Ab 2024 spielte er dort regelmäßiger und gewann seinen ersten Doppeltitel auf der ITF Future Tour. Im Einzel erreichte er dreimal ein Halbfinale. Beim Yokkaichi Challenger, einem Turnier der zweithöchsten ATP Challenger Tour sorgte er für eine Überraschung, als er die Nummer 111 der Tennisweltrangliste, Jurij Rodionov, in zwei Sätzen besiegte. Im Herbst 2024 erhielt Sakamoto eine Wildcard für die Japan Open in Tokio, ein Turnier der ATP Tour. Dort trat er im Doppel zusammen mit Kei Nishikori an und unterlag den Top-20-Spielern Nathaniel Lammons und Jackson Withrow knapp im Match-Tie-Break. Im Einzel erreichte Sakamoto Platz 769 der Weltrangliste.

## Erfolge
| Legende (Anzahl der Siege) |
| Grand Slam                 |
| ATP Finals                 |
| ATP Tour Masters 1000      |
| ATP Tour 500               |
| ATP Tour 250               |
| ATP Challenger Tour (2)    |

### Einzel

#### Turniersiege
| Nr. | Datum            | Turnier   | Belag     | Finalgegner       | Ergebnis      |
| --- | ---------------- | --------- | --------- | ----------------- | ------------- |
| 1.  | 1. Dezember 2024 | Yokkaichi | Hartplatz | Christoph Negritu | 1:6, 6:3, 6:4 |
| 2.  | 6. Juli 2025     | Cary      | Hartplatz | Liam Draxl        | 6:1, 6:4      |